# 프락치
프락치(러시아어: фракция)는 러시아어로 원래는 도당, 당파, 당(黨)중의 당, 파벌, 파벌 싸움, 당쟁, 내분, 한 정당 내의 파벌, 분파, 그룹, 집단, 단체 등을 뜻하는 단어이나 대한민국에서는 어떤 목적을 위해 신분을 숨기고 다른 단체에 들어가 활동하는 사람을 뜻한다.

## 역사
‘프락치’라는 말은 1949년 국회 프락치 사건 이후로 널리 쓰이게 되었다. 당시 남조선로동당 소속 국회의원 몇 명이 국회에서 북의 입장을 대변하는, ‘푸락치’ 활동을 했다는 것이다.
대학생들의 민주화 시위가 활발했던 1980년대를 전후해서는 국가가 대학생들의 동향을 파악하기 위해 투입시킨 ‘가짜 대학생’들을 프락치라고 불렀다.